# أياكس أمستردام موسم 2007–08
كان موسم 2007–08 هو الموسم الـ108 لنادي أياكس والموسم الـ52 على التوالي للنادي في الدوري الهولندي.